# أليس سابريتش
أليس سابريتش (بالفرنسية: Alice Sapritch)‏ (29 يوليو 1916 - 24 مارس 1990)، هي ممثلة سينمائية ومغنية فرنسية من أصل أرمني، ولدت في أورطة كوي (تركيا) في ما كان يعرف آنذاك بالإمبراطورية العثمانية. ظهرت في 66 فيلمًا بين عامي 1950 و 1989. وتوفيت يوم 24 مارس 1990 في باريس بسبب السرطان.

## روابط خارجية
- أليس سابريتش في قاعدة بيانات الأفلام على الإنترنت